# Consul panariste
Espèce
Consul panariste est une espèce d'insectes lépidoptères de la famille des Nymphalidae et de la sous-famille des Charaxinae et du genre Consul.

## Dénomination
Consul panariste a été décrit par William Chapman Hewitson en 1856 sous le nom initial de Paphia panariste.
Synonyme : Anaea panariste.

### Noms vernaculaires
Consul panariste jansoni se nomme Blackened Leafwing en anglais.

### Sous-espèces
- Consul panariste panariste ; présent en Colombie.
- Consul panariste jansoni (Salvin, 1871) ; présent au Guatemala, au Nicaragua, au Costa Rica, à Panama.
- Consul panariste ludmilla (Fassl, 1912) ; présent en Colombie et au Venezuela.
- Consul panariste pandrosa (Niepelt, 1927) ; présent dans l'ouest de la Colombie[1].

## Description
Consul panariste est un papillon aux ailes antérieures à bord costal bossu, apex pointu en crochet et aux ailes postérieures munies d'une queue en massue et d'une amorce de queue à l'angle anal.
Le dessus des ailes antérieures est noir avec une ligne submarginale de taches jaune d'or. Le dessus des ailes postérieures est cuivre, jaune dans la partie submarginale en contact avec la marge noire.
Le revers est marron roux et ocre et simule une feuille morte.

## Biologie

### Plantes hôtes
La plante hôte de sa chenille est un Piper, Piper reticulatum.

## Écologie et distribution
Consul panariste est présent au Guatemala, au Nicaragua, au Costa Rica, à Panama, en Colombie et au Venezuela.

### Protection
Pas de statut de protection particulier.